# Fusoma
Fusoma — рід грибів з невідомою класифікацією.
Вперше рід був описаний Корда в 1837 році.
Види цього роду трапляються в Європі та Північній Америці.
Види:
- Fusoma biseptatum
- Fusoma heraclei
- Fusoma parasiticum